# Chen Shou
Chen Shou (233. – 297.) bio je kineski povjesničar iz doba dinastije Jin, najpoznatiji kao autor knjige Zapisi Tri kraljevstva, koja predstavlja najznačajniji i najpouzdaniji izvor podataka o Kini u razdoblju Tri kraljevstva. Rodio se u Nanchongu u današnjoj provinciji Sečuan, a otac mu je bio Chen Shi, general države Shu Han. Karijeru je započeo na dvoru te države, a nakon njenog pada godine 263. prešao je na dvor države Cao Wei, a kasnije služio dinastiju Jin. 